# 飯田良明
飯田 良明（いいだ よしあき、1946年 - ）は、日本の社会学者。前実践女子大学人間社会学部教授。専門は社会心理学。

## 略歴
- 1946年　千葉県生まれ
- 1969年　中央大学文学部卒業
- 1976年　中央大学大学院文学研究科社会学専攻博士課程中退（指導教授：佐藤智雄）
- 1976年　東海大学専任講師
- 1988年　千葉経済大学教授
- 2004年　実践女子大学教授
- 2017年　実践女子大学教授を退任

- NHKラジオ「新聞を読んで」担当

## 主著
- 『情報化社会の現在』
- 『情報化と社会心理』